# Transformation de Joukovsky
La transformation de Joukovsky, nommée d'après le savant aérodynamicien russe Nikolaï Joukovski bien qu'elle soit due à Otto Blumenthal, est une transformation conforme utilisée historiquement dans le calcul des profils d'aile d'avion.

## Définition

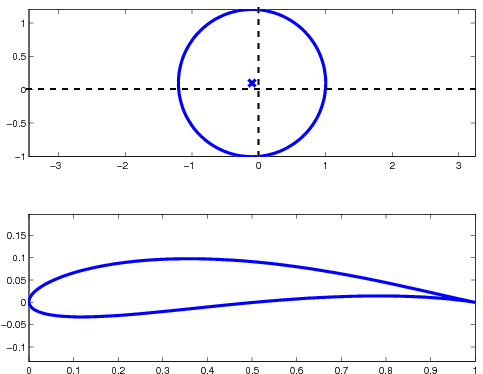
Exemple d'une transformée de Joukowsky. Le cercle de dessus est transformé en profil de Joukowsky dessous

La transformée s'écrit :
{\displaystyle z=\zeta +{\frac {1}{\zeta }}.\,}
Où {\displaystyle z=x+iy\,} est un nombre complexe et {\displaystyle \zeta =\chi +i\eta \,} est une variable complexe.
Le profil de Joukovsky est engendré dans un plan {\displaystyle z\,} par l'application de la transformée à un cercle du plan {\displaystyle \zeta \,} qui passe par le point d'affixe (1,0). Les coordonnées du centre du cercle sont les variables dont dépend la forme du profil.
L'écoulement autour d'un cercle est décrit par des équations particulièrement simples. En appliquant la transformation de Joukovsky, on trouve l'écoulement autour du profil considéré.
La vitesse complexe {\displaystyle {\tilde {W}}} autour du cercle dans le plan {\displaystyle \zeta \,} est
{\displaystyle {\tilde {W}}=V_{\infty }e^{i\alpha }+{\frac {i\Gamma }{2\pi (\zeta -\mu )}}-{\frac {V_{\infty }R^{2}e^{i\alpha }}{(\zeta -\mu )^{2}}}.}
où
- {\displaystyle \mu =\mu _{x}+i\mu _{y}\,} est la coordonnée complexe du centre du cercle ;
- {\displaystyle V_{\infty }\,} est la vitesse du fluide en dehors de toute perturbation ;
- {\displaystyle \alpha \,} est l'angle d'incidence du profil par rapport à l'écoulement ;
- R est le rayon du cercle, calculé avec {\displaystyle R={\sqrt {(1-\mu _{x})^{2}+\mu _{y}^{2}}}\,} ;
- {\displaystyle \Gamma \,} est la circulation qui définit la portance selon le théorème de Kutta-Jukowski. La condition de Kutta permet de calculer cette circulation : {\displaystyle \Gamma =4\pi V_{\infty }R\sin \left(\ \alpha +\sin ^{-1}\left({\frac {\mu _{y}}{R}}\right)\right)}.

## Application
À partir de cette vitesse, d'autres propriétés de l'écoulement, comme les coefficients de pression et de portance du profil peuvent être calculées. Cependant, cette méthode ne permet pas de calculer le coefficient de traînée
(les hypothèses à la base du calcul, fluide parfait et écoulement bidimensionnel, conduisent à une traînée nulle).
Les aéronefs équipés de profils de Joukovsky avaient besoin d'importantes motorisations ; ils ne furent plus guère utilisés après la Première Guerre mondiale.

## Transformation de Kármán-Trefftz
Un profil de Joukovsky possède un point de rebroussement au bord de fuite. La transformation de Kármán-Trefftz engendre des profils à bord de fuite d'angle non nul, plus réalistes au point de vue mécanique. Elle requiert un paramètre supplémentaire, l'angle du bord de fuite.